# Bataille de Boukamal (2017)
Pour les articles homonymes, voir Bataille de Boukamal.
Guerre civile syrienne
Batailles
La bataille de Boukamal a lieu du 8 au 19 novembre 2017 lors de la guerre civile syrienne et voit la victoire des forces loyalistes syriennes qui reprennent Boukamal à l'État islamique.

## Prélude

Carte des évolutions à la frontière irako-syrienne, de fin octobre à fin novembre 2017 :
Territoire contrôlé par l'armée syrienne et ses alliés
Territoire contrôlé par l'armée irakienne et ses alliés
Territoire contrôlé par l'État islamique
Territoire contrôlé par les Forces démocratiques syriennes

À l'été et à l'automne 2017, l'État islamique s'effondre dans le gouvernorat de Deir ez-Zor. Deux offensives sont menées contre les djihadistes : l'une à l'ouest, par le régime syrien soutenu par l'Iran et la Russie ; l'autre au nord, par les Forces démocratiques syriennes (FDS) soutenues par la coalition internationale menée par les États-Unis. Début novembre, l'État islamique ne contrôle plus que 30 % du gouvernorat de Deir ez-Zor ; contre 38 % pour les forces gouvernementales et 32 % pour les FDS selon l'Observatoire syrien des droits de l'homme (OSDH). Les villes des Deir ez-Zor et Mayadine ayant été reconquises par les loyalistes, Boukamal est alors la dernière ville d'importance tenue par l'État islamique en Syrie. 
Boukamal se situe au sud-est du gouvernorat de Deir ez-Zor, près de la frontière avec l'Irak. Après s'être emparés de Mayadine, l'armée syrienne et ses alliés avancent dans sa direction fin octobre. Les positions loyalistes sont alors à une cinquantaine de kilomètres à l'ouest et au nord-ouest de Boukamal et l'offensive est menée sur deux axes : à l'ouest, depuis al-Houmaymah, et au nord-ouest, le long de l'Euphrate, depuis Mayadine. Sur le font nord-ouest, les loyalistes s'emparent le 22 octobre de la petite ville d'al-Quriyah (en), au sud-est de Mayadine, mais les djihadistes la reprennent le 28,,. En revanche sur le front ouest, les troupes du régime et les milices chiites prennent la station de pompage de pétrole T2 le 26 octobre.
En Irak, une offensive est également lancée le 26 octobre par l'armée irakienne et les milices chiites des Hachd al-Chaabi contre la dernière poche tenue par l'État islamique à l'ouest de la province d'Al-Anbar. Le 3 novembre, la ville d'al-Qaïm, située près de la frontière syrienne, face à la ville de Boukamal, est reprise par les forces gouvernementales irakiennes.

## Forces en présence
Côté loyaliste, la bataille est menée principalement par des troupes étrangères. Le Hezbollah joue un rôle prépondérant est dispose dans ses rangs de combattants Libanais et Syriens,. L'armée syrienne est engagée, de même que les miliciens irakiens du Harakat Hezbollah al-Nujaba,, des Kataeb Hezbollah, des Brigades de l'imam Ali, d'Asaïb Ahl al-Haq — réunies en Irak au sein des Hachd al-Chaabi — les Afghans hazaras de la Brigade des Fatimides, les Palestiniens du Liwa al-Quds et les Iraniens du Corps des Gardiens de la révolution islamique.

## Déroulement
Le 8 novembre, des miliciens chiites du Hezbollah et des Hachd al-Chaabi franchissent la frontière irako-syrienne pour attaquer Boukamal. Les troupes du régime syrien et les milices chiites encerclent ensuite la ville dans la journée : l'armée syrienne prend position à l'ouest et au sud, tandis que les milices chiites venues d'Irak contournent la ville par le nord. Dans la soirée, les forces loyalistes entrent dans la ville en « se livrant à de violents combats » selon l'agence Sana,. Selon les médias du Hezbollah, Abou Bakr al-Baghdadi est signalé à Boukamal au moment de l'attaque.
Dans la journée du 9 novembre, les djihadistes battent en retraite et le régime syrien annonce avoir « libéré » la ville de Boukamal ; ce qui est confirmé par l'Observatoire syrien des droits de l'homme (OSDH),,. Cependant l'État islamique dément avoir quitté la ville et l'OSDH affirme par la suite que l'EI a « fait croire aux forces pro-régime qu'elles avaient pris le contrôle de la ville pour ensuite pouvoir mieux les attaquer ». Selon des habitants et des observateurs, les djihadistes de l'EI se dissimulent dans des tunnels creusés au cœur de Boukamal.
Dès le soir du 9 novembre, l'État islamique lance une contre-offensive et reprend les quartiers nord, nord-ouest et nord-est,. Les djihadistes tendent des embuscades et mènent des attaques kamikaze avec des véhicules piégés. Au matin du 10 novembre, l'État islamique a repris 40 % de la ville selon l'OSDH ; et 11 novembre, les djihadistes reprennent Boukamal en totalité,. Les forces loyalistes sont repoussées à un ou deux kilomètres de la périphérie de la ville.
Le même jour, près de la frontière irakienne, les aviations syriennes et russes bombardent deux camps de déplacés et des villages ayant accueilli des habitants de Boukamal qui avaient fui les combats : au moins 50 civils sont tués dont 20 enfants selon l'OSDH.
Le 16 novembre, les forces du régime syrien repassent à l'attaque à l'ouest, au sud et à l'est de Boukamal ; elles parviennent de nouveau à entrer dans la ville. Cette seconde offensive est supervisée personnellement par le général Qassem Soleimani, le chef de la Force Al-Qods du Corps des Gardiens de la révolution islamique,,,,. Au soir du 18 novembre, selon l'OSDH, Boukamal est à 80 % sous le contrôle de l'armée syrienne, du Hezbollah et des milices chiites irakiennes. Le 19 novembre, les djihadistes battent en retraite, Boukamal repasse entièrement aux mains du régime syrien et de ses alliés,,.

## Les pertes
Après la contre-attaque qui repousse les loyalistes hors de Boukamal le 11 novembre, le Hezbollah reconnaît la mort de 28 de ses combattants syriens ; les Kataeb Hezbollah cinq morts et le Liwa al-Quds cinq morts et sept blessés. Selon Historicoblog, le Hezbollah déplore au moins 15 morts dans la seconde offensive, la Brigade des Fatimides compte plusieurs morts, les Brigades de l'imam Ali cinq tués et le Harakat Hezbollah al-Nujaba n'a pas signalé de pertes. L'Iran compte également au moins cinq morts, dont des conseillers militaires et un général des Pasdarans, Khayrullah Samadi, tué le 16 novembre par un tir de mortier. Selon Historicoblog, les pertes de l'État islamique sont plus difficiles à établir : « plusieurs sources parlent de plus de 100 tués, sans qu'il soit possible de confirmer ».
Du 16 au 19 novembre, l'Observatoire syrien des droits de l'homme (OSDH) recense au moins 43 morts dans les rangs loyalistes, dont 28 Libanais, Irakiens et Iraniens, et 64 du côté de l'État islamique, dont onze kamikazes. Le 21 novembre, l'OSDH revoie son bilan à la hausse et annonce la mort d'au moins 109 hommes côté loyaliste, dont 44 Syriens, 15 Libanais du Hezbollah, et les autres parmi le Harakat Hezbollah al-Nujaba, la Brigade des Fatimides, les Kataeb Hezbollah et le Corps des Gardiens de la révolution islamique ; l'État islamique compte quant à lui au moins 95 morts. 
Les combats se poursuivent ensuite dans la région : le 22 novembre, le bilan de l'OSDH passe à au moins 164 morts pour les loyalistes, dont 53 Syriens, 15 Libanais du Hezbollah, et les autres pertes parmi le Harakat Hezbollah al-Nujaba, la Brigade des Fatimides, les Kataeb Hezbollah et le Corps des Gardiens de la révolution islamique ; l'État islamique compte au moins 137 morts,.

## Conséquences
La prise de Boukamal est une victoire particulièrement pour l'Iran ; elle lui permet d'établir un corridor terrestre reliant Téhéran à Beyrouth en passant par Bagdad et Damas. Javan, le quotidien du Corps des Gardiens de la révolution islamique l'affirme ouvertement : « La libération d’Al-Boukamal signifie l’achèvement du corridor terrestre de la résistance, qui ouvrirait à Téhéran un accès terrestre à la mer Méditerranée et à Beyrouth : un fait notable dans l’histoire millénaire de l’Iran ».

### Vidéographie
- [vidéo] « Guerre contre Daech : les jihadistes ont perdu toutes leurs positions syriennes », France 2, 9 novembre 2017